# Per Sundin
Per Urban Sundin, född 5 januari 1963 i Nysätra församling, Västerbottens län, är en svensk företagsledare inom den svenska nöjes- och musikindustrin. Han är sedan 2019 VD för Pophouse Entertainment-koncernen, med bakgrund som tidigare VD på Universal Music i Sverige i elva år sedan början av 2008.
Han har tidigare varit verksam inom TV4-gruppen och var även VD för Sony Music och Sony BMG i Sverige (2004–2008) under en period som bestod av en snabb förändring i och med digitaliseringen och där han var med då Sony och BMG slogs ihop.
Majoritetsägarna i Pophouse-koncernen består av Abba-grundaren Björn Ulvaeus samt grundaren av Investor-finansierade EQT och svenska finansmannen Conni Jonsson.